# Strauss Zelnick
Harry Strauss Zelnick (Boston, 26 de junho de 1957) é um empresário norte-americano. Nascido em Boston e criado em South Orange, Nova Jersey, frequentou a Columbia High School, a Universidade Wesleyan, a Harvard Business School e a Harvard Law School. Ele é o fundador, diretor executivo (CEO) e sócio-gerente da empresa de capital privado ZMC, presidente e CEO da empresa de jogos eletrônicos Take-Two Interactive, e ex-presidente do conglomerado de mídia CBS Corporation.

## Início de vida e educação
Harry Strauss Zelnick nasceu em 26 de junho de 1957, em Boston. Sua mãe, Susan Strauss Manello, morreu em 22 de outubro de 1967, quando Harry tinha dez anos. Ele e seus irmãos foram criados por sua tia Elsa (nascida Strauss) e seu marido Allan Zelnick (falecido em 2013). Ele cresceu em South Orange, Nova Jersey. Strauss Zelnick se formou em 1975 na Columbia High School em Maplewood, Nova Jersey, e estudou psicologia e inglês na Universidade Wesleyan de 1975 a 1979, obtendo um diploma de bacharel em artes com honras. Durante seu tempo na Wesleyan, ele foi o diretor nacional de relações públicas da Coalition of Independent College and University Students (COPUS). Zelnick se matriculou simultaneamente na Harvard Business School e na Harvard Law School em 1979, obtendo um título de Master of Business Administration pela primeira em 1982 e um Juris Doctor pela segunda em 1983.

## Carreira
Zelnick é o diretor executivo e sócio-gerente da ZMC, uma empresa de investimentos de capital privado com sede na cidade de Nova Iorque, especializada em aquisições alavancadas e capital de crescimento. Ele fundou a ZMC em 2001 com um capital inicial de 300 mil dólares. Após uma aquisição encenada por investidores da Take-Two Interactive em 2007, Zelnick tornou-se o presidente, CEO e maior acionista individual da Take-Two.

## Vida pessoal
Zelnick é judeu. Ele tem quatro irmãs: Karen Davis, Beth Kaufman, Marci Zelnick Rodriguez e Laurie Zelnick. Seu irmão, Carl D. Zelnick, morreu em 1995. Zelnick casou-se com Wendy J. Belzberg (filha de Samuel Belzberg) em janeiro de 1990; seu noivado foi anunciado pelos pais de Belzberg em dezembro de 1989. Eles têm dois filhos, Cooper (nascido em 1992) e Lucas, além de uma filha, Leigh.:204